# تل فخار
تل فخار (به عربی: تل فخار) یک روستا در سوریه است که در ناحیه ابوالظهور واقع شده‌است. تل فخار ۱٬۰۱۷ نفر جمعیت دارد.